# 안경용
안경용(1983년 9월 15일 ~ )은 대한민국의 배우, 연출가, 극작가이다.

## 주요 이력
1995년 아역 연기자 첫 데뷔하였다.

## 극작 - 희곡 언문저작권
- 길들여진 새 《창작&공표 2015.07》, - 008384
- 꼭두각시 《창작&공표 2017.09》, - 008385
- 선물 《창작&공표 2017.08》, - 008387
- 딸 《창작&공표 2017.07》, - 008386
- 애련 《창작&공표 2024.02》, - 006437

## 학력
- 안양예술고등학교 연극영화학과 졸업
- 서경대학교 연극영화학과 학사
- 건국대학교 교육대학원 연극영화교육학 석사

## 출연작

### TV 드라마
- 1995년 SBS 주말극장 《옥이 이모》
- 1995년 SBS 아침연속극 《엘레지》
- 1996년 SBS 금요연속극 《엄마는 못말려》
- 1996년 MBC 일요아침드라마 《짝》
- 1996년 MBC 일일시트콤 《남자 셋 여자 셋》
- 1996년 SBS 주말극장 《행복의 시작》
- 1997년 SBS 월화드라마 《여자》
- 1998년 SBS 주말극장 《로맨스》
- 1998년 SBS 일일연속극 《7인의 신부》
- 1999년 SBS 일요드라마 《카이스트》
- 1999년 SBS 아침연속극 《그녀의 선택》
- 1999년 SBS 일요아침드라마 《달콤한 신부》
- 2000년 SBS 일요드라마 《메디컬 센터》
- 2000년 SBS 수목드라마 《여자만세》

### TV 예능
- 2019년 MBC 수요일예능 《경성 판타지》

### 영화
- 1998년 《아름다운 시절》

### 공연
- 2016년 《길들여진 새》
- 2016년 《연극 <무우당> - 경기 광주》
- 2017년 《가면》
- 2017년 《불량품》
- 2017년 《딸》
- 2017년 《선물》
- 2017년 《꼭두각시》
- 2017년 《길들여진 새》
- 2018년 《비상 - 우리의 외침》
- 2018년 《연애의 목적》
- 2018년 《가면》
- 2018년 《성장통》
- 2018년 《아부지, 아버지》
- 2018년 《더 투 월드 The Two World》
- 2018년 《꼭두각시》
- 2018년 《이'爾'》
- 2019년 《서럽고 구슬프게》
- 2019년 《맨 프럼 어스》
- 2019년 《사랑을 주세요》
- 2019년 《아부지,아버지》
- 2019년 《비상 - 우리의 외침》
- 2019년 《길들여진 새》
- 2020년 《불량품》
- 2020년 《날지 못한 새》
- 2020년 《꼭두각시》
- 2020년 《길들여진 새》
- 2020년 《귀족야행貴族夜行》
- 2020년 《비상-우리들의외침》
- 2020년 《반목질시 反目嫉視》
- 2020년 《선물》
- 2020년 《내 이름을 불러주세요》
- 2020년 《성장통》
- 2020년 《갈매기》
- 2021년 《천사&악마》
- 2021년 《길들여진 새》
- 2021년 《가면》
- 2021년 《꼭두각시》
- 2021년 《선물》
- 2021년 《불량품》
- 2021년 《딸》
- 2021년 《비상-우리의외침》
- 2022년 《길들여진 새》
- 2022년 《선물》
- 2022년 《독수리와프로메테우스》
- 2022년 《꼭두각시》
- 2022년 《RGB》
- 2022년 《비상》
- 2022년 《누구세요》
- 2023년 《길들여진 새》
- 2023년 《마리오네트》
- 2023년 《선물》
- 2023년 《비상》
- 2024년 《길들여진 새》
- 2024년 《가면》
- 2024년 《전화벨이 울린다》
- 2024년 《애련》
- 2025년 《길들여진 새》

## 수상
- 1995년 SBS 연기대상 스타상 아역상
- 2008년 제3회 거창국제대학연극제 금상

## 경력사항
- 2012년 2월 ~ 2014년 1월 본스타트레이닝센터 연기학부 강사
- 2014년 1월 ~ 2016년 12월 극단 파발 극회 연출, 교육부장
- 2016년 12월 ~ 현재 본스타트레이닝센터 연기학부
- 2016년 12월 ~ 현재 본스타컴퍼니 공연 본부장